# 가락시장
가락동 농수산물 도매시장(可樂洞 農水産物 都賣市場), 약칭 가락시장(可樂市場)은 대한민국 서울특별시 송파구 가락동에 있는, 농·수산물 도매시장이다.
1970년대에 서울특별시의 인구 급증에 따른 생필품의 안정적인 공급의 필요성 대두와 1986년 아시안 게임 및 1988년 하계 올림픽을 대비하여 도시 정비 차원에서 원래 논바닥과 비닐하우스로 덮여 있던 현재의 장소를 매립하여 조성하고 용산시장 상인 전원을 이전시켜 설립되었던 곳으로, 1985년 6월 청과 및 수산시장 개장을 필두로 1986년 6월 축산시장, 1988년 5월 청과 직판시장의 순으로 개장하였다.
관리기관으로는 서울시농수산물공사가 있다. 현재 가락시장 현대화사업 1단계 사업이 진행 중이다.
현재 가락시장은 5,000여 개의 유통업체, 하루 이용객 13만 명, 연간 유통물량 230만여 톤으로 수도권 먹거리의 50% 정도를 유통하고 있으며 농수산물의 경제적·사회적 유통비용을 절감하여 생산자와 소비자를 보호하는 동시에 가격형성의 중추시장 역할을 수행하고 있다.  1985년 농수산물의 유통근대화 달성을 목적으로 개장한 서울의 대표적인 농수산물 도매시장으로 상징적 가치가 높음을 인정받아 2013년 서울미래유산으로 등재됐다. 

## 갤러리

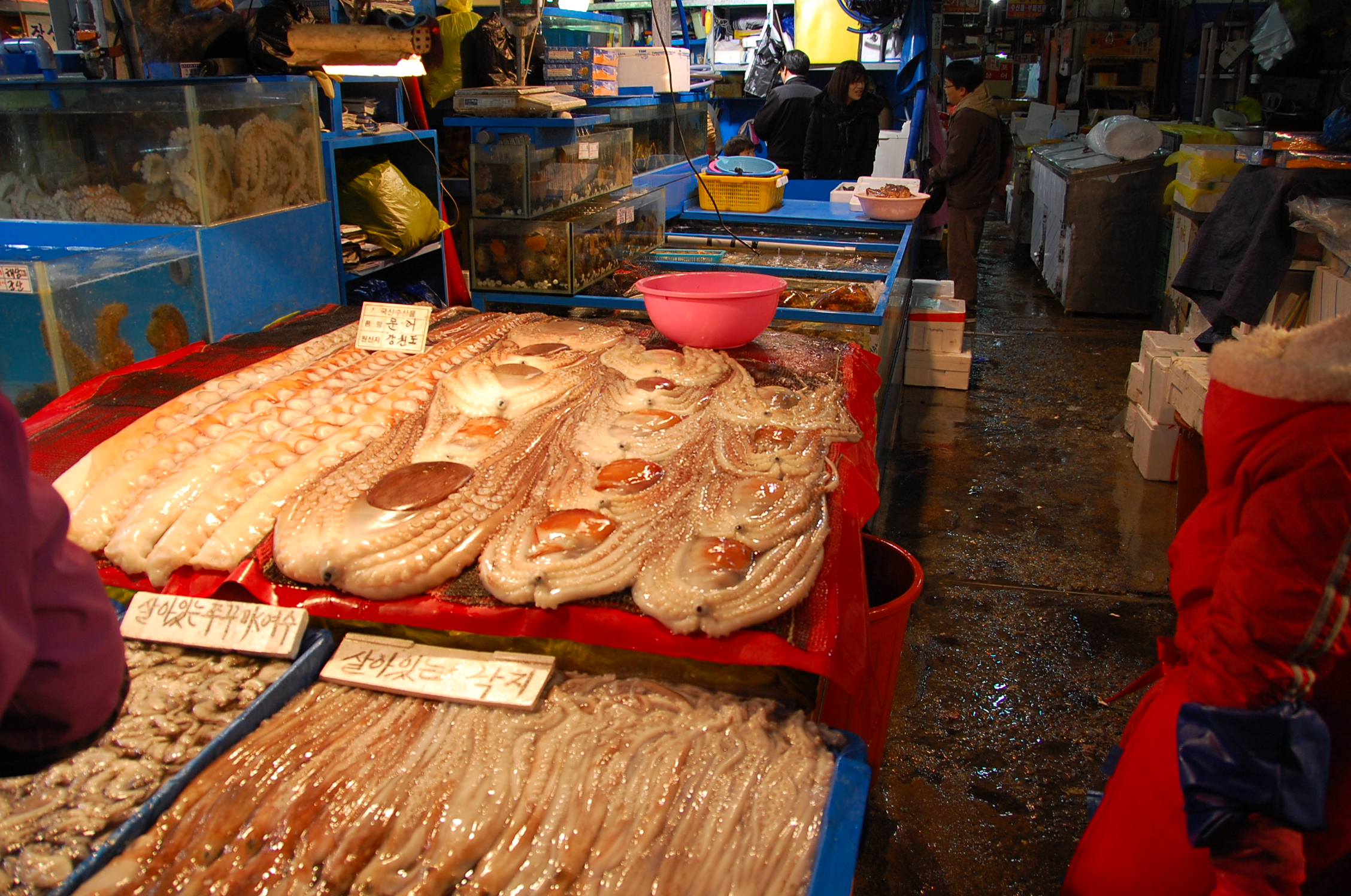
생선을 진열하고 있는 곳
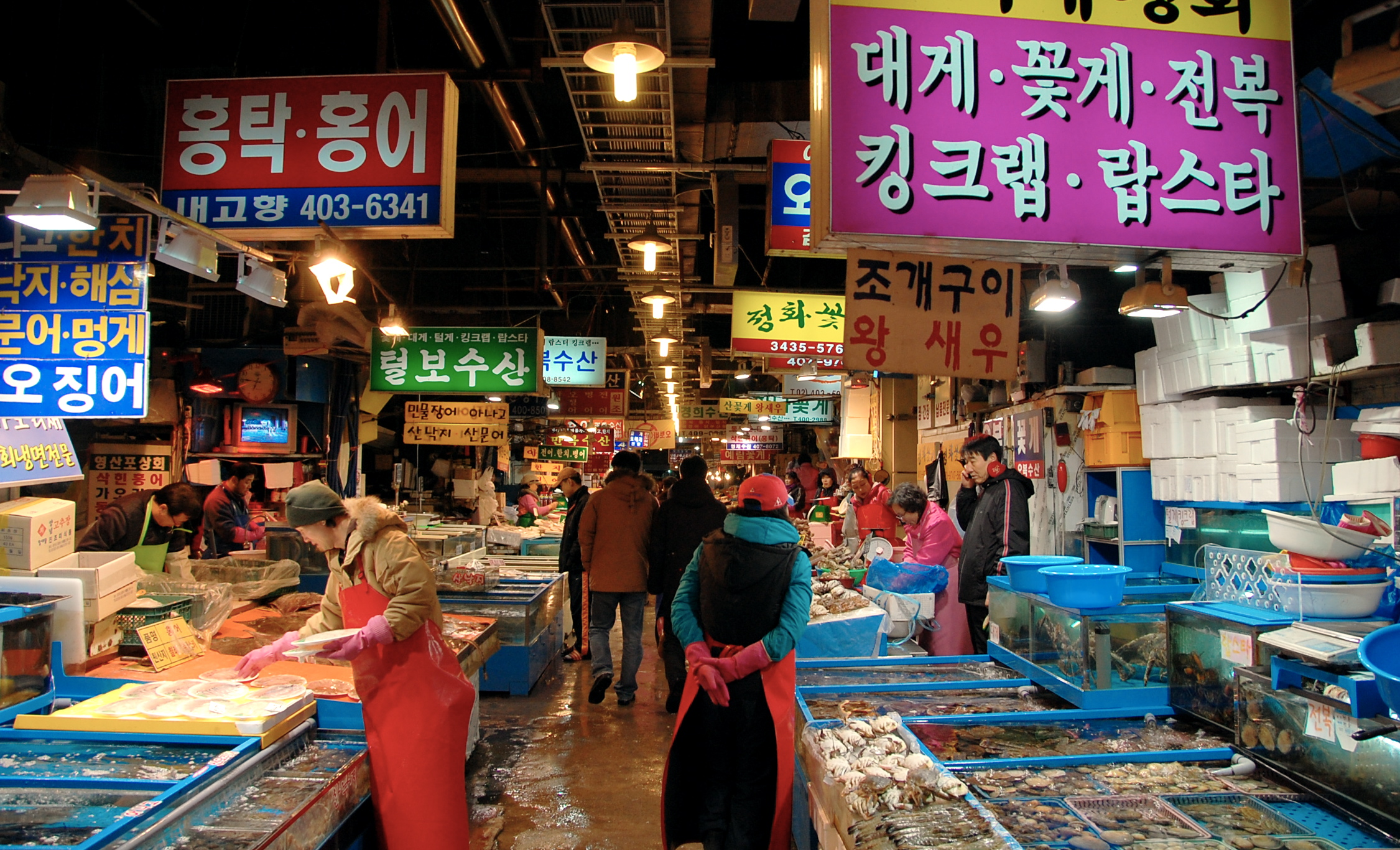
가락동 어시장

## 같이 보기
- 대한민국의 시장 목록